# Megachile nigroscopula
Megachile nigroscopula är en biart som beskrevs av Wu 1982. Megachile nigroscopula ingår i släktet tapetserarbin, och familjen buksamlarbin. Inga underarter finns listade i Catalogue of Life.